# Spomenik kralju Tomislavu u Čapljini
Kralj Tomislav na tronu spomenik je hrvatskome kralju Tomislavu u Čapljini. Rad je kipara Petra Barišića.
Spomenik je otkriven 10. listopada 1998. godine na središnjemu trgu u Čapljini.
Spomenik je visok četiri metra i težak tri tone. Odljeven je u bronci u ljevaonici Damira Ujevića.